# Drievuldigheidskerk (Wiesbaden)
De Drievuldigheidskerk (Duits: Dreifaltigkeitskirche) is een rooms-katholieke kerk in de hoofdstad Wiesbaden van de Duitse deelstaat Hessen. De kerk werd in de jaren 1910-1912 in neogotische stijl gebouwd door Ludwig Becker. Door de ligging op een hoogte is de kerk met haar 38 meter hoge westelijke en 65 meter hoge koortorens rondom van verre zichtbaar.

## Geschiedenis
De parochiekerk werd op 29 september 1912 ingewijd.
Tijdens de Tweede Wereldoorlog leed het gebouw bij de bombardementen op Wiesbaden in de nacht van 2 op 3 februari 1945 zware beschadigingen. Geen raam bleef door de detonaties heel. De realisatie van de wederopbouw van de beschadigde delen van de kerk vond in de jaren 1950-1952 in vereenvoudigde vorm plaats.
Ook de liturgiehervormingen als gevolg van het Tweede Vaticaans Concilie in de jaren 60 deden de kerk geen goed. Het interieur werd drastisch gewijzigd en het hoogaltaar, de communiebanken en de kansel werden verwijderd. Ook de originele beschildering van de kerk, waarvan slechts enkele fragmenten bewaard bleven, viel ten offer aan de vernieuwingsdrang.
Sinds 1 januari 2012 werden alle katholieke parochies van de binnenstad van Wiesbaden gefuseerd tot één parochie en sindsdien is de Drievuldigheidskerk een filiaalkerk van de Sint-Bonifatiuskerk.
Op 3 juni 2012 begonnen de plechtigheden rond het 100-jarig jubileum van de Drievuldigheidskerk. De afsluiting van de feestelijkheden vond op 30 september 2012 plaats met een plechtige mis en aansluitend een groot feest.